# Chelonus semihyalinus
Chelonus semihyalinus är en stekelart som beskrevs av William Harris Ashmead 1904. Chelonus semihyalinus ingår i släktet Chelonus och familjen bracksteklar. Inga underarter finns listade i Catalogue of Life.